# Sanherib
Sanherib (akkadiska: Sîn-ahhī-erība, latin: Sancharibus) var kung i Assyrien 704-681 f.Kr. Han gjorde Nineve till sitt imperiums huvudstad efter den förutvarande huvudstaden Assur. Han utkämpade flera stora fältslag, bland annat i Juda där han belägrade Jerusalem. Sanherib lät också uppföra stora och praktfulla byggnader. Tegel funna i flera assyriska landsortsstäders grus bär inskrifter som berättar om hans anläggningar på dessa ställen.
Sanherib är nämnd i Andra Krönikebokens 32:a kapitel i Bibeln som den assyriske kung som belägrade Jerusalem under kung Hiskias regering men som stoppades genom Guds ingripande. Samma händelser finns rapporterade ur Sanheribs perspektiv på Sanheribs prisma.
Sanherib förde även krig mot Elam. Han invaderade Elam och skövlade dess städer. Elamiterna gjorde motanfall och skövlade i sin tur assyriskt område. Sanherib mördades av sina båda söner Adrammelek och Sareser vid ett tempelbesök och efterträddes av sin yngste son Esarhaddon.

## Välde

### Sargon II:s död och tronföljd
705 f.Kr. ledde den cirka 60-åriga Sargon II en kampanj mot kung Gurdî av Tabal i centrala Anatolien. Kampanjen blev ett katastrofalt misslyckande, Sargon II dräptes i ett slag och den assyriska armén besegrades fullständigt. Efter slaget tog anatolierna med sig Sargons kropp och det är okänt vad som hände med den. Den misslyckade kampanjen sände chockvågor genom det assyriska imperiet. Enligt Mesopotamisk mytologi var att stupa i krig och sedan inte begravas på rätt sätt ett av det värsta ödena som kunde drabba en person då de i så fall tvingades tillbringa efterlivet som tiggare. Att Sargon mött ett sådant öde ansågs vara gudarnas straff för någon synd han gjort mot dem.
Sanherib var 35 år gammal när hans far Sargon dog och han var redo att ta över tronen och hans reaktion till sin faders död verkar ha varit att förkasta honom. Sanherib avbröt genast konstruktionen av Sargons nya huvudstad Dur-Sharrukin och beslutade istället att Nineve skulle vara imperiets huvudstad. Ett annat av hans tidigaste beslut var att låta rekonstruera Nergals tempel (Guden av död och förödelse) i Tarbisu. En text som sannolikt skrevs efter Sanheribs död påstår att han tillbringade mycket av sin första tid på tronen med att undersöka vilken synd hans far gjort som lett till hans öde och han oroade sig för att Sargons erövrande av Babylon var anledningen till hans död. Sanherib lät dölja Sargons inskrifter i Assurtemplet genom att höja golvnivån och när Sargons fru Ataliya avled begravdes hon hastigt och utan rätt riter. Sanherib skulle under sitt liv aldrig nämna Sargon i sina egna inskrifter. Han skickade dock en straffexpedition till Tabal för att hämnas det assyriska nederlaget.

### Första babyloniska kampanjen
Sargons död och det assyriska nederlaget i Anatolien skapade oro i det assyriska riket och en upprorisk stämning spreds bland deras vasaller. I norr återtog kungariket Urartu de områden de tidigare förlorat till Sargon II och de erövrade även det assyriska gränslandet men även i Babylon uppstod problem. 710 f.Kr. hade Sargon tagit makten i Babylon efter att han besegrat Kaldén Marduk-apla-iddina II som tillgripit tronen där. Sanherib ärvde Sargons kontroll över Babylon men till skillnad från sin far utnämnde han sig till Babylons kung snarare än dess vicekonung. Han genomgick dock inte den traditionella babyloniska kröningsceremonin vilket av babylonierna ansågs vara en kränkning av deras huvudgud Marduk. 704 eller 703 f.Kr. skedde ett uppror mot Sanherib i Babylon och Marduk-zakir-shumi II tog makten. Han avsattes dock efter bara några veckor av Marduk-apla-iddina II som Sargon II tidigare fördrivit från Babylon. Marduk-apla-iddinas styrka var att han lyckades ena de kaldeiska och babyloniska folken till en enad armé under honom. När Shutur-Nahhunte II av Elam fick reda på att Babylon gjort sig självständiga skickade han en armé på 80 000 bågskyttar och ryttare till staden för att hjälpa dem mot assyrierna. Det nya truppinflödet inspirerade dessutom araméerna som levde i Mesopotamien att ansluta sig till Babylon.
Sanherib hade plötsligt två mäktiga arméer vid rikets gränser, Urartu i norr och Babylon i söder, dessutom var delar av den assyriska armén i Tabal för att utföra straffexpeditionen. För att undvika ett tvåfrontskrig valde Sanherib att skipa fred med Urartu och invänta att kampanjen i Tabal skulle vara över och Marduk-apla-iddina lämnades därmed ifred i flera månader. Efter kampanjen i Tabal samlade Sanherib sin armé i Assur som var den vanligaste platsen för den assyriska armén att förbereda sig för krig i söder. Sanherib skickade därefter ut en del av sin armé under sin främste befälhavare mot staden Kish där det första slaget mellan koalitionen och assyrierna stod. Slaget slutade i ett assyriskt nederlag vilket Sanherib fick reda på när han lägrade vid Kutha. Sanherib tog därmed sin del av armén till Kish där de mötte koalitionen igen och denna gång segrade assyrierna. Koalitionsarmén var denna gång ledd av Elam då Marduk-apla-iddina i fruktan för sitt liv tidigare flytt till sjölandet (En träskmark i södra Sumer). Under slaget tillfångatogs Marduk-apla-iddinas son och en bror till den arabiska drottningen Yatie som skickat trupper till koalitionen.
Efter slaget marscherade Sanherib mot Babylon som öppnade sina portar och gav upp utan strid. Han och hans armé spenderade sedan fem dagar med att söka efter Marduk-apla-iddina i sjölandet men påträffade honom inte. Under sökandet lät han bränna ned Kaldéernas och babyloniernas fält och han skall ha tagit över 200 000 fångar. Babylon utsattes för en mindre plundring men dess befolkning skonades då de hade gett upp. Då den tidigare taktiken att vara kung av både Assyrien och Babylon inte fungerat tillsatte Sanherib därefter Bel-ibni som vasallkung, Sanherib beskriver honom som "en babylonier som växte upp i mitt eget palats likt en liten valp".

### Kriget i Levanten
Efter att ha besegrat Babylon utförde Sanherib en kampanj mot Zagrosbergen där han besegrade Yasubigallianerna och Kassiterna. Därefter vände han sig mot kungadömena och stadsstaterna i Levanten. Kung Hiskia av Juda hade slutat betala tribut till Assyrien och han hade dessutom börjat genomföra en aggressiv utrikespolitik mot de närliggande staterna. Han allierade sig med egypterna och anföll sedan de filisteiska stadsstaterna som var fredligt inställda till Assyrien. Juda rike erövrade till exempel staden Ekron och tillfångatog där kung Padi som var en assyrisk vasall. Padi fördes sedan till Jerusalem där han hölls fången. Samtidigt hade uppror utbrutit i norra Levanten där de tidigare vasallstaterna samlats under kung Luli av Tyros och Sidon och förklarat sig självständiga. Upproren uppmuntrades av Marduk-apla-iddina II som korresponderade med de upproriska vasallstaterna och hejade på dem i hopp om att bilda en ny stor antiassyrisk koalition.
701 f.Kr. anföll Sanherib de syro-hettitiska och feniciska städerna i norra Levanten. Likt många tidigare härskare som ställts inför ett assyriskt anfall valde Luli att fly hellre än att möta den assyriska armén och han togs sig till havs med båt och försvann därmed ur Sanheribs räckhåll. Sanherib satte istället adelsmannen Ethbaal som Sidons vasallkung och han erövrade sedan de intilliggande städerna. Med en stor assyrisk armé i trakterna underkastade sig Budu-ilu av Ammon, Kamusu-nadbi av Moab, Mitini av Ashdod och Malik-rammu av Edom snabbt den assyriska kronan och på så sätt undvek de hämndaktioner.
Juda och dess allierade i södra Levanten vägrade dock vika sig och Sanherib tvingades därmed invadera området. Först erövrade han Ashkelon och sedan begav han sig in i filistén för att återta Ekron. Den egyptiska armén anlände nu för att hjälpa sina allierade men de besegrades i slaget vid Eltekeh. Efter det intog Sanherib Ekron och sedan Timna. Juda rike var nu ensam mot det assyriska imperiet men de gav ändå inte upp. Sanherib begav sig till den judiska staden Lachish som belägrades medan en annan del av hans armé belägrade Jerusalem. Belägringen av de två städerna hindrade vidare förstärkning från Egypten och belägringen av Lachish skall ha varit så lång att försvararna till slut tvingades göra pilar med benspetsar snarare än spetsar av metall. Lachish intogs och förstördes och dess befolkning deporterades till Assyrien som slavar. Vissa blev byggarbetare där men några duktiga soldater placerades i Sanheribs kungliga garde.

### Belägringen av Jerusalem
Sanheribs skrifter om vad som hände vid Jerusalem inleds med "Hiskia stängde jag in i sin stad likt en fågel i en bur. Jag barrikaderade honom med utposter och det var omöjligt för honom att ta sig ut genom stadens portar". Jerusalem verkar onekligen ha blockerats på något sätt men bristen på bevis av stora militära drabbningar och belägringsvapen tyder på att det inte var en belägring i sin typiska mening. Enligt gamla testamentet skall generalen Rabshakeh ha stått utanför Jerusalems murar och krävt att de gav upp. Han skall ha sagt att de snart skulle vara tvungna att "äta avföring och dricka urin" vilket var ett hot som syftade på de levnadsvillkor de belägrade snart skulle hamna i. Skrifterna om blockaden i gamla testamentet får det att låta som att Sanherib själv var på plats vid Jerusalem men det finns inga bevis för detta. Istället avbildas han i assyriska reliefer sittande på sin tron i Lachish.
Belägringen av Jerusalem verkar ha slutat utan någon större strid och vad som hindrade den massiva assyriska armén från att inta staden har länge debatterats. Enligt gamla testamentet skall staden ha räddats av en ängel som en natt nedsteg från himmelen och dräpte 185 000 assyriska soldater utanför Jerusalems portar. Den grekiske historikern Herodotos skrev att belägringen misslyckades då det assyriska lägret drabbades av en epidemi av möss som åt deras bågsträngar och pilkoger. Det har diskuterats om berättelsen om möss egentligen handlar om att den assyriska armén drabbades av någon form av pest. En annan teori är att en ny egyptisk armé närmade sig och att assyrierna därmed tvingades dra sig tillbaka. Att belägringen skall ha slutat i ett större assyriskt nederlag verkar osannolikt då de samtida babyloniska källorna som mer än gärna berättar om assyriska förluster inte nämner belägringen över huvud taget.
Även om Jerusalem aldrig intogs var den levantinska kampanjen lyckad. Assyrien hade erövrat eller bränt ned många av Juda rikes befästa städer och Hiskia insåg att hans anti-assyriska ståndpunkt varit ett katastrofalt militärt och politiskt misstag. Hiskia beslutade sig därmed för att än en gång bli en assyrisk vasall och han tvingades nu betala ännu tyngre tributer än tidigare inklusive den tribut han inte betalat mellan 705 och 701 f.Kr.. Hiskia tvingades även fria Padi som än en gång blev Ekrons kung. Stora delar av Juda rike gavs sedan som gåva av Sanherib till Gaza, Ekron och Ashdod.

### Det babyloniska problemet
Sanheribs seger i Levanten hade inte varit lika total och avgörande som tidigare assyriska segrar genom historien vilket kan ha fått vasallkung Bel-ibni att börja närma sig Elam och Marduk-apla-iddina. År 700 f.Kr. utförde Sanherib ännu en kampanj i Babylon med syfte att hitta Marduk-apla-iddina. Marduk-apla-iddina flydde dock över persiska viken till den elamitiska staden Nagitu. Sanherib lät därefter avsätta Bel-ibni av okänd anledning. Det kan ha varit så att ett samarbete mellan honom och Marduk-apla-iddina upptäcktes eller så var han enbart inkompetent. Sanherib försökte nu med ett annat sätt att styra över Babylon och han tillsatte sin son Ashur-nadin-shumi som vasallkung i staten. Ashur-nadin-shumi var sannolikt Assyriens kronprins och han var möjligen även Sanheribs förstfödde son. Positionen som kung av Babylon skulle därmed kunna ge honom viktig erfarenhet av att styra ett riket.
Under åren efter att Ashur-nadin-shumi placerats på Babylons tron var situationen i Mesopotamien lugn och fredlig och Sanherib kunde istället inrikta sig på andra delar av riket. 699 f.Kr. genomförde han en serie räder mot byarna kring Judiberget och han skickade även ut sina generaler på kampanjer där han själv inte deltog. 698 f.Kr. genomfördes en kampanj mot guvernör Kura av Kilikien som gjort uppror och 695 f.Kr. plundrades staden Tegarama i Anatolien av okänd anledning. Genom de fredliga åren låg dock det faktum att Marduk-apla-iddina fortfarande var vid liv antagligen som en törn i Sanheribs sida och 694 f.Kr. inledde han sin nästa stora kampanj, denna gång mot Elam dit Marduk-apla-iddina flytt.

### Den elamitiska kampanjen
Inför den elamitiska kampanjen hade Sanherib låtit sina feniciska vasaller bygga en flotta i Nineve och norra Eufrat. Skeppen bemannades av sjömän från Sidon, Tyros och Cypern och 694 begav sig flottan av med den assyriska armén nedför floderna till Opis söder om Babylon där armen steg av och skeppen drogs över land till Arahtukanalen. Anledningen till detta kan ha varit att Elam kontrollerade delar av det södra flodlandet i Mesopotamien med det är oklart. Via Arathukanalen fortsatte skeppen sedan ned till persiska viken medan armén marscherade dit. Sanherib själv befann sig aldrig på båtarna utan marscherade istället med sitt kungliga garde till persiska viken. 
Vid hamnstaden Bab-Salemeti samlades armén och flottan och när Sanherib ankom steg de på båtarna och fördes därefter över persiska viken till Elams kust. Landstigningen var lyckad och trots tungt motstånd från elamiterna lyckades Sanherib inta flera städer och många slavar togs, någon hämnd mot Marduk-apla-iddina blev dock aldrig av då han strax innan den assyriska invasionen avlidit av naturliga orsaker. Segern i Elam var dock inte total, När Hallushu-Inshushinak blev kung i riket valde han att anfalla och plundra delar av Babylon medan den assyriska armén var upptagen i hans rike. Detta resulterade i ett uppror i Babylon och Sanheribs son Ashur-nadin-shumi tillfångatogs av upprorsmän när han besökte Sippar. Han lämnades sedan över till elamiterna som förde honom till sitt hemland. Vad som hände med Ashur-nadin-shumi är okänt men han sågs inte till igen och avrättades sannolikt i Elam. Efter upproret placerade babylonierna Nergal-ushezib som kung i Babylon. Sanheribs situation hade nu tagit en allvarlig vändning. I och med att Babylon än en gång gjort sig självständiga var han och hans armé nu helt avskurna från det assyriska imperiet, han vägrade dock att ge upp. 
Under juli 694 f.Kr. erövrade Nergal-ushezib Nippur och han började driva bort assyrierna från Babylonien. Krigslyckan vände dock och tre månader senare hade assyrierna intagit Uruk. 643 f.Kr. anföll elamiterna och babylonierna den assyriska armén i närheten av Nippur men de besegrades och Nergal-ushezib togs till fånga och fördes till Nineve. Babylon gav dock inte upp utan krönte istället Mushezib-Marduk till kung. Tre veckor efter förlusten vid Nippur skedde ett uppror i Elam och Hallushu-Inshushinak avsattes. Han blev efterträdd av  Kutir-Nahhunte III. Under 694 och 693, medan kriget rasade i Babylon, fortsatte Sanherib med sin kampanj i Elam. Kung  Kutir-Nahhunte hade dock en ny stridstaktik som gick ut på att undvika direkta slag med den assyriska armén och trots att Sanherib plundrade 46 städer så drog sig den elamitiska armén sig tillbaka djupare in i bergstrakterna. När vintern 693 började var Sanherib tvungen att avbryta sin kampanj och han återvände till Nineve.

### Babylons fall
Efter att ha härskat i tio månader ersattes Kutir-Nahhunte III av Humban-Numena III och Sanherib insåg att det nu var läge att anfalla Babylon. Med hotet av en kommande assyrisk invasion mutade babylonierna den nye elamitiske kungen med skatter tagna från Marduktemplet för att försäkra sig om att han skulle hjälpa dem. De assyriska källorna beskriver Humban-Numenas beslut om att stödja Babylon som ointelligent och beskriver kungen som "en man utan sans och vett". 691 f.Kr. beslutade sig den babyloniska alliansen för att de skulle vara den som slog till först och de mötte Sanheribs armé i slaget vid Halule. Slaget beskrivs av båda sidorna som en stor seger och det är oklart vad som egentligen skedde under slaget. Dock nämner inte de assyriska källorna fler drabbningar i söder förrän belägringen av Babylon långt senare vilket tyder på att alliansstyrkan vann slaget eller att slaget åtminstone slutade oavgjort. Oavsett vad drog de allierade antagligen på sig stora förluster då inte heller de gjorde fler försök att anfalla norrut. Efter slaget återvände Sanherib till Nineve igen och hans två fiender var fortfarande kungar över sina riken. 
690 f.Kr. drabbades Humban-Numena III av en stroke vilket resulterade i att han förlorade talförmågan och hans käke låste sig. Sanherib utnyttjade situationen och begav sig genast av mot Babylon igen på en ny kampanj. Sanherib belägrade Babylon i en belägring som varade i femton månader innan staden slutligen föll. Hans tidigare oro för att kränka gudarna genom att förstöra staden var nu borta och han ville ha hämnd för sin sons död. Därmed beslutade sig Sanherib för att bränna staden till grunden och alla Babylons tempel och gudastatyer förstördes med undantag för statyn av Marduk som togs till Nineve tillsammans med kung Mushezib-Marduk och hans familj och ämbetsmän. Staden totalförstördes och befolkningen slaktades eller blev till slavar och alla skatter i Babylon delades ut till de assyriska soldaterna.
Sanheribs mål var att förgöra Babylon som en politisk entitet och även om några av Babyloniens norra områden blev till assyriska provinser så lämnade han Babylon och södra Babylonien ödelagt. Efter sin seger verkar det ha rått fred i Assyrien under resten av Sanheribs tid som konung. Han började nu istället inrikta sin energi på att bättra på och förfina sin huvudstad Nineve.

### Död och efterträdare
Då kronprins Ashur-nadin-shumi hade försvunnit valde Sanherib istället sin äldsta levande son Arda-Mulissu till sin efterträdare. Arda-Mulissu var kronprins i flera år innan han plötsligt ersattes av sin yngre bror Esarhaddon år 684 f.Kr. Anledningen till bytet är okänt men Esarhaddons mor Naqi'a som var Sanheribs fru och en av hans mest inflytelserika rådgivare kan ha haft med bytet att göra. Arda-Mulissu var dock inte nöjd och han fortsatte att vara en populär person som vissa vasallstater hellre ville ha som konung. Arda-Mulissu tvingades svära trohet till Esarhaddon och trots många försök kunde han inte få sin far att ändra sitt beslut. Sanherib insåg även hotet som den populäre Arda-Mulissu utgjorde mot Esarhaddon och han valde därför att skicka Esarhaddon till de västra provinserna för att skydda honom. Arda-Mulissu befann sig nu i ett dilemma. Han hade backningen av flera vasallstater men kunde inte agera mot Esarhaddon. Han insåg att om han skulle kunna ta tronen var han tvungen att agera snabbt. 
Arda-Mulissu gjorde ett "upprorsavtal" med sin yngre bror Nabu-shar-usur och den 20 oktober 681 f.Kr. mördade de Sanherib när han bad i ett tempel i Nineve. Mordet spred chockvågor i det assyriska riket. I Levanten och Babylonien firades nyheterna och befolkningarna där menade att Sanherib nu fått gudarnas straff för sina kampanjer och att han förstört Babylon, andra delar av riket blev dock rasande över det som inträffat, speciellt då Sanherib dödats i ett tempel. Mordet fick många av de vasallstater som tidigare backat Arda-Mulissu att ta tillbaka sitt stöd och de började nu stötta Esarhaddon istället. 
Utan vasallernas stöd kunde Arda-Mulissu inte officiellt tillträda Assyriens tron och snart fick han reda på att Esarhaddon var på väg mot Nineve med en armé. Arda-Mulissu och Nabu-shar-usur samlade ihop en egen armé för att möta honom men de besegrades vid slaget vid Hanigalbat. Bröderna tvingades därefter fly i exil till Urartu och Esarhaddon intog Nineve och kröntes till kung av Assyrien. Efter att ha blivit kung utfördes utrensningar i Nineve. Arda-Mulissu och Nabu-shar-usurs familjer avrättades och så även alla som stöttat dem vid deras tid på tronen. Sanheribs tjänare och det kungliga gardet avrättades de med då de inte kunnat skydda Sanherib från hans mördare. 